# Lilla Nina
Lilla Nina: Skådespel är ett drama i en akt av Amanda Kerfstedt från 1882.
Pjäsen var Kerfstedts första och hade urpremiär på Kungliga Dramatiska Teatern i Stockholm den 4 februari 1882. Den spelades sammanlagt tre gånger och var cirka 70 minuter lång. Kerfstedts namn fanns inte skrivet i samband med att pjäsen utannonserades.
Pjäsen fick ett negativt mottagande i pressen.

## Handling
Nina är nygift och har flyttat från landsbygden till stan. Hon har svårt att finns sig i sitt nya hustruliv som hon uppfattar som tråkigt. Hennes enda nöje är att läsa annonser i pressen. Hon har också börjat tvivla på maken Filips kärlek. Hon uppfattar honom som missnöjd och han behandlar ofta henne som ett barn. Filip avslöjar att han behöver pengar och tänker sig ett lån från sin förmögna moster Margaretha Denten. Han villkorar att Nina måste uppträda på ett korrekt sätt inför mostern för att lånet ska bli verklighet. Detta får Nina att slå bakut då hon inte tänker spela någon hon inte är.
Mostern anländer till parets våning och blir överförtjust i Nina. Hon ger Nina ett halsband och berättar att hon en gång i tiden gav halsbandet till en bokhållare som hon var förälskad i för att han med halsbandet skulle kunna hjälpa en nödställd arbetarfamilj. När mosterns far fick reda på vad som hade hänt köpte han tillbaka halsbandet och lät avskeda bokhållaren. Innan mostern lämnar våningen ber hon Nina förvara några värdepapper åt henne.
Kort därefter hör Nina av en slump slutet på ett samtal, som hon missuppfattar och tror att Filip inte älskar henne längre. Hon förklarar för sin man att hon tänker lämna honom. Genom disponent Möller får hon reda på att maken är på randen till konkurs och inte har råd att avlöna sina anställda. Situationen blir alltmer kritisk och i ett desperat försök att rädda ekonomin tar Möller mosterns värdepapper och beger sig till banken. Situationen slutar dock lyckligt för alla parter. Det går upp för Nina att maken älskar henne, han får ordning på sina affärer, arbetarna får sina löner och Möller, som visar sig vara den bokhållare som mosterns far lät avskeda, friar till mostern.

## Rollfigurer
- Fröken Denten, 35 år.
- Filip Wollert, hennes systerson.
- Nina, hans hustru.
- Fritz Vagner, Ninas kusin.
- Per Erson, en bonde.
- Erland Möller, disponent.
- Två arbetare.